# Sejmik relacyjny
Sejmik relacyjny – jeden z rodzajów sejmików partykularnych w I Rzeczypospolitej, pełniący funkcje samorządowe i dzielnicowe. Sejmik zbierał się zawsze po obradach sejmowych sejmu walnego, w celu przeprowadzenia dyskusji i zdania relacji przez posłów z obrad sejmowych. Obradom sejmiku przewodniczył marszałek wybierany z grona szlachty. Poseł, który działał sprzecznie z instrukcją sejmiku elekcyjnego, nie był karany – jedyną konsekwencją było niewybieranie go następnym razem. Niektóre postanowienia sejmu walnego wymagały zatwierdzenia przez sejmik. W przypadku odmowy, król zwracał się z prośbą do opornego sejmiku, by ten jednak zatwierdził rozpatrywaną ustawę.
- inne sejmiki partykularne (tzw. rządy sejmikowe) w okresie I Rzeczypospolitej:
  - sejmik deputacki
  - sejmik elekcyjny
  - sejmik gospodarczy